# Amfiteatrul din Durrës

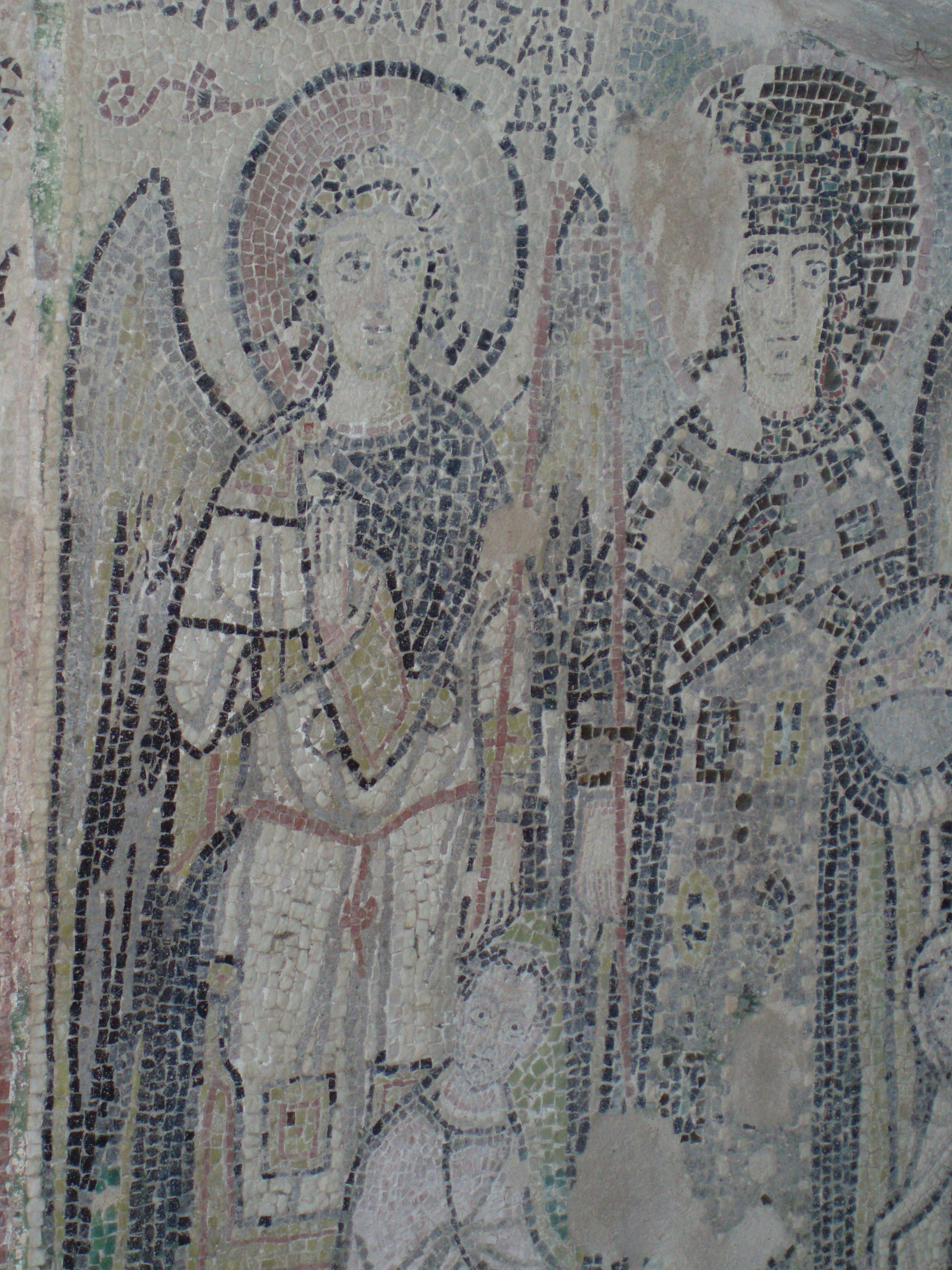
Un mozaic paleocreștin din capelă

Amfiteatrul din Durrës (în albaneză Amfiteatri i Durrësit) este un vast amfiteatru roman din orașul Durrës, Albania. Construit în secolul al II-lea AD în orașul Dyrrachium din provincia Macedonia în timpul domniei împăratului roman Traian, el se află azi în centrul orașului și este doar pe jumătate scos de sub pământ. Amfiteatrul din Durrës este unul dintre cele mai mari amfiteatre din Peninsula Balcanică, putând adăposti într-o vreme circa 20.000 de persoane, și este unicat în Albania. A fost redescoperit în secolul al XX-lea și a devenit astăzi o atracție turistică populară, deși o mare parte a structurii sale nu a fost încă descoperită de sub pământ. Amfiteatrul din Durrës candidează pentru lista monumentelor incluse în Patrimoniul Universal.

## Istoric
Amfiteatrul a fost construit la începutul secolului al II-lea AD. Orașul Durrës, anticul Epidamnos sau Dyrrachion/Dyrrachium, a fost primul oraș de la Marea Adriatică, fiind fondat în anul 627 î.Hr. Amfiteatrul a fost folosit pentru spectacole până în secolul al IV-lea AD. Cutremurul din 345/346 a deteriorat probabil monumentul și a pus capăt spectacolelor ludii gladiatorii. Capela creștină timpurie a fost amenajată în amfiteatru în cea de-a doua jumătate a secolului al IV-lea, fiind decorată cu mai multe fresce. Câteva decenii mai târziu, în secolul al VI-lea, ea a fost placată cu mozaicuri. O altă capelă medievală a fost amenajată în secolul al XIII-lea, fiind decorată cu fresce. Amfiteatrul a fost acoperit cu pământ în secolul al XVI-lea, după ocupația otomană, atunci când s-a construit un zid în apropiere. Marin Barleti, istoric și preot catolic, descria monumentul ca fiind „o construcție frumoasă”.
Aproximativ o treime din situl arheologic a fost descoperită și excavată în anii 1960 de către Vangjel Toci; restul a fost excavat în anii 1980 de către Lida Miraj. După excavare, amfiteatrul a început să se deterioreze lent, deoarece nu s-au realizat lucrări de conservare până în anii 2000, iar în jurul sitului s-au construit mai multe clădiri. În anul 2004 Universitatea din Parma a început realizarea unor lucrări de restaurare pentru a salva acest monument.

## Descriere

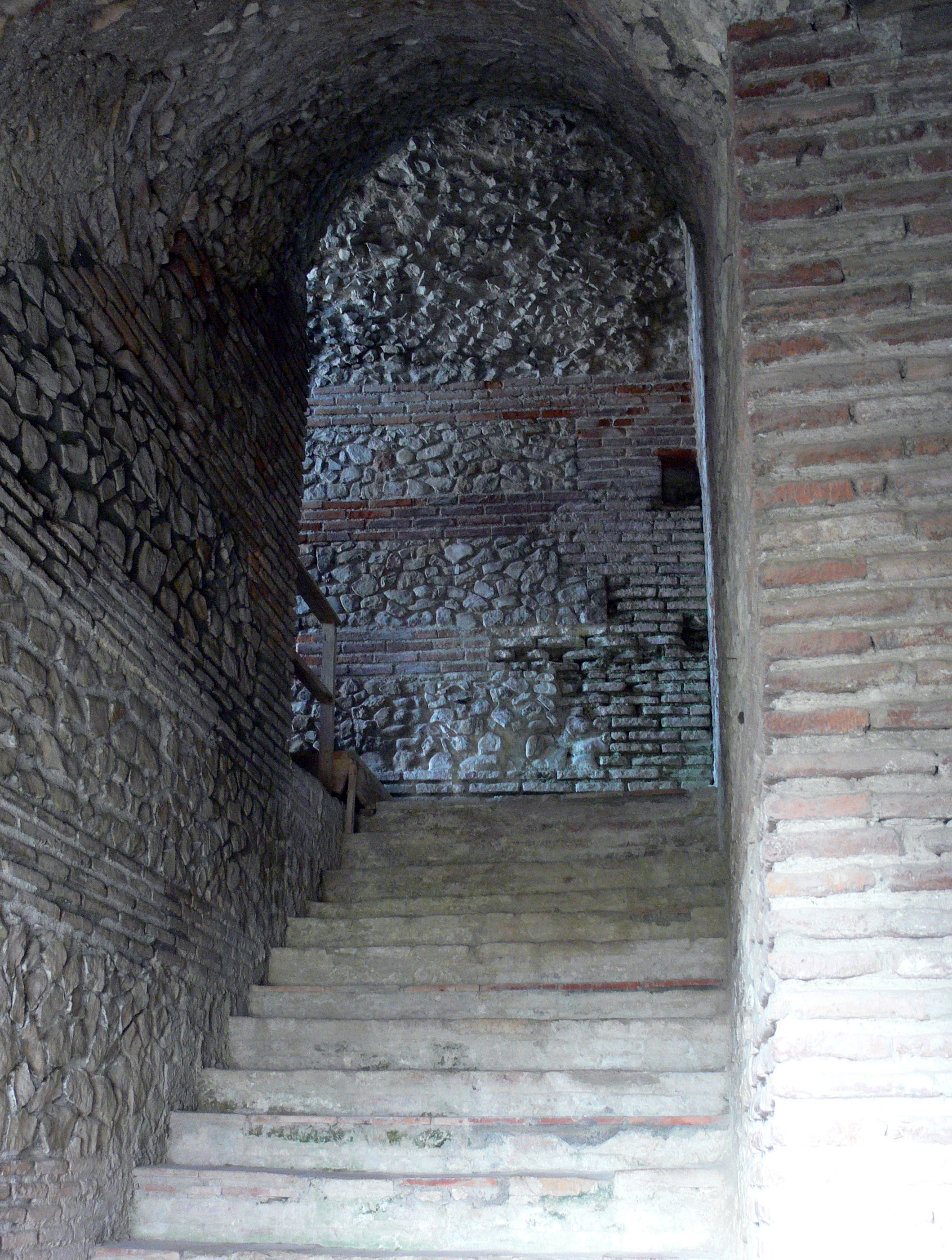
Una din scrările amfiteatrului.

Amfiteatrul are o formă eliptică, cu axele de 132,4 metri și 113,2 de metri. Arena are dimensiunea de 61,4 metri x 42,2 metri și este înaltă de 20 de metri. Amfiteatrul este construit pe o pantă de deal, iar în interiorul său există scări și galerii amplasate la diferite niveluri. Capela cu mozaicuri este păstrată într-o stare cât mai asemănătoare cu cea inițială. Pe alocuri, cavea edificiului este încă vizibilă.
Situl arheologic funcționează în prezent ca muzeu.

## Pericole
Amfiteatrul este înconjurat pe toate părțile de orașul Durres, iar clădiri moderne sunt construite chiar deasupra unei secțiuni a arenei. Presiunea urbană produsă de dezvoltarea orașului amenință conservarea pe termen lung a sitului. Municipalitatea din Durrës plănuiește în prezent să demoleze clădirile din vecinătatea amfiteatrului.
De-a lungul anilor, structura monumentului a început să se deterioreze lent, ca și mozaicurile și frescele. Există în prezent deficiențe structurale care trebuie remediate urgent.
În anul 2013 amfiteatrul a fost selectat de Europa Nostra pe o listă scurtă, împreună cu alte 13 situri, a celor mai periclitate monumente de patrimoniu cultural din Europa.

### Bibliografie

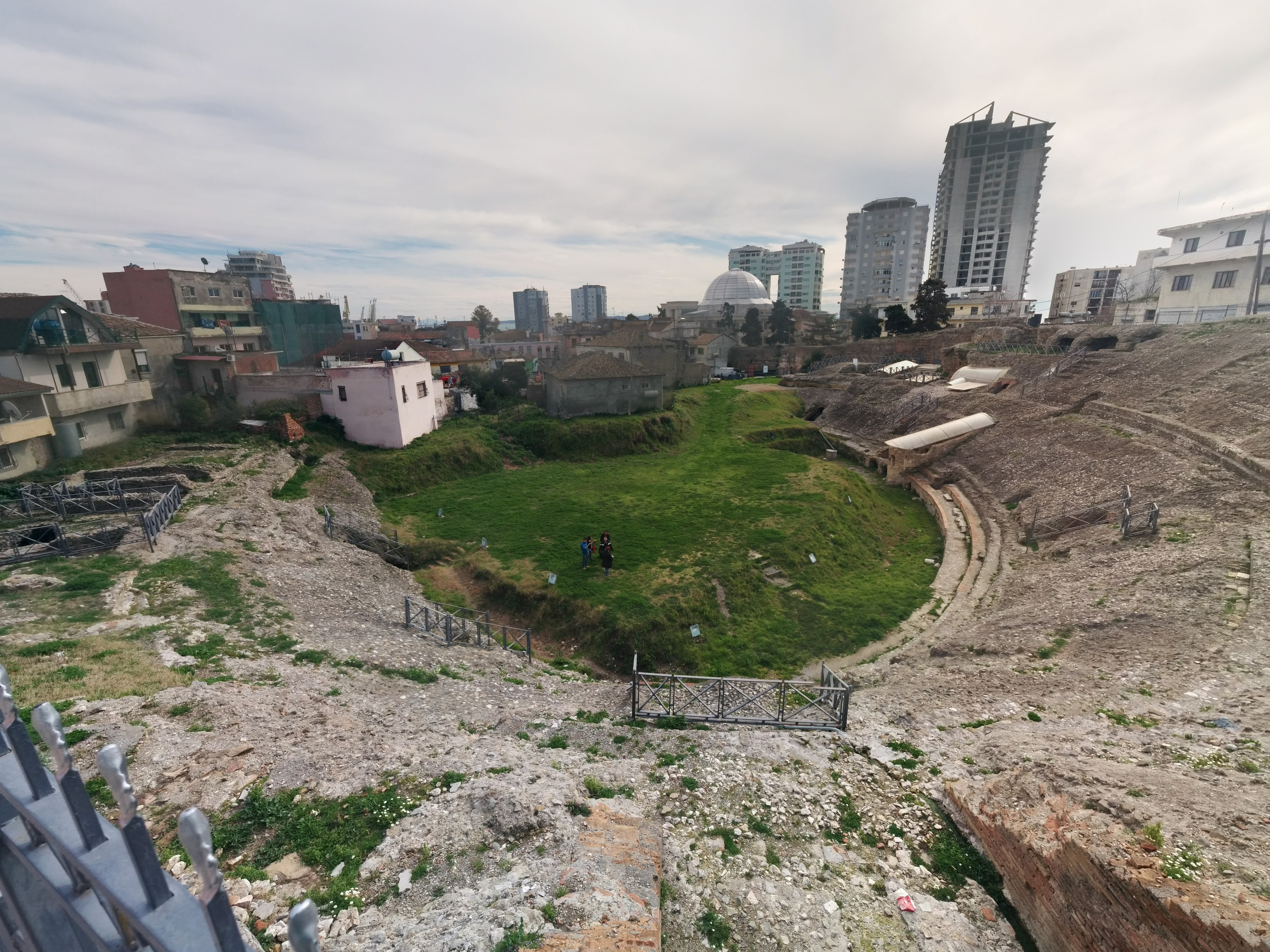
O vedere din exterior a Amfiteatrului din Durrës.